# Lagoa de Ibiraquera
A Lagoa de Ibiraquera é uma laguna localizada no município de Imbituba, no estado brasileiro de Santa Catarina. Forma uma barra ao longo da praia sendo tais regiões chamadas respectivamente Barra de Ibiraquera e Praia de Ibiraquera. É considerada uma das melhores praias do país para a prática dos esportes windsurf e kitesurf, recebendo anualmente campeonatos brasileiros das duas categorias. Também é famosa pela pesca do camarão-rosa (Penaeus brasiliensis) e pela preservação ambiental, já que faz parte da Área de Preservação Ambiental (APA) da Baleia Franca.
A abertura da Barra de Ibiraquera em uma foz ocorre anualmente após avaliação das condições de marés e ventos, do nível da lagoa e da presença de larvas de camarões e cardumes de peixes no oceano. A decisão pela abertura da barra é tomada pelo Comitê Gestor da Abertura da Barra de Ibiraquera e é um processo no qual participam a APA da Baleia Franca, a Prefeitura Municipal de Imbituba, pescadores, moradores, esportistas e empresários da região. Gradualmente, a areia retorna ao leito da lagoa empurrada pelos ventos e pelas marés, voltando a formar a barra.